# Bergetjärnet (Töftedals socken, Dalsland)
Bergetjärnet är en sjö i Dals-Eds kommun i Dalsland och ingår i Örekilsälvens huvudavrinningsområde. Bergetjärn ligger i Trestickla-Boksjön Natura 2000-område.